# Rozsdabarna télibagoly
A rozsdabarna télibagoly (Eupsilia transversa)  a rovarok (Insecta) osztályának a lepkék (Lepidoptera) rendjéhez, ezen belül a bagolylepkefélék (Noctuidae) családjához tartozó faj.

## Elterjedése
Nyugat-Európától Kelet-Ázsiáig (Japán) elterjedt faj, nagyon hidegtűrő, a különböző élőhelyekhez jól alkalmazkodik, az erdőtől alföldeken keresztül  egészen a hegyekig, de a tundrán is előfordul.

## Megjelenése
- lepke: szárnyfesztávolsága 40–48 mm, feltűnően nagy méretű. Az első szárnyak földszínűek, a világos vörösesbarnától a sötétszürke és sötétbarna árnyalatáig változhatnak. Keresztirányú hullámos vonalak és két sárga pötty díszíti. A hátsó szárnyak sötétbarna alapszínűek. A faj hibernálja magát és sötétbarna, innen származik a neve.
- pete: lapított félgömb alakú, a külsején számos, kissé szabálytalan hosszanti vonalakkal.
- hernyó: sötétbarna vagy fekete, gyakran egy lila árnyalattal

## Életmódja
- nemzedék: egy nemzedéke van évente, szeptembertől novemberig rajzik és hibernálja magát a következő évre. A lepkék  a fanedvet szívják, de táplálékuk lehet a bomló gyümölcs és a levéltetvek váladéka is.
- hernyók tápnövényei: Májusban és júniusban jelennek meg a hernyók, polifágok, lombhullató fák és cserjék leveleit fogyasztják főként éjjel, nappal elrejtőznek. A fiatal hernyók a lehullott leveleken is élhetnek és a levelek sodródnak. Tápnövények: Populus tremula, Salix caprea, Corylus avellana, Fagus sylvatica, Quercus robur, Ulmus minor,  alma (Malus domestica), Crataegus sp., Rubus fruticosus agg., stb. Kannibalizmus és ragadozó = "gyilkos" táplálkozás is előfordulhat ennél a fajnál.

## Fordítás
- Ez a szócikk részben vagy egészben  a   Satellit-Wintereule című német Wikipédia-szócikk fordításán alapul.  Az eredeti cikk szerkesztőit annak laptörténete sorolja fel. Ez a jelzés csupán a megfogalmazás eredetét és a szerzői jogokat jelzi, nem szolgál a cikkben szereplő információk forrásmegjelöléseként.